# 伊比蒂乌拉-迪米纳斯
伊比蒂乌拉-迪米纳斯是巴西米纳斯吉拉斯州的一个市镇。总面积78.386平方公里，总人口3382人，人口密度43.1人/平方公里。